# Richard 23
Richard 23, eigentlich Richard Jonckheere (* 20. Januar 1963 in Brüssel), ist ein belgischer Musiker. Er ist Mitglied der belgischen EBM-Band Front 242 und war Gründungsmitglied der Revolting Cocks, die er 1986 verlassen hat.